# Paul Köster (Maler)

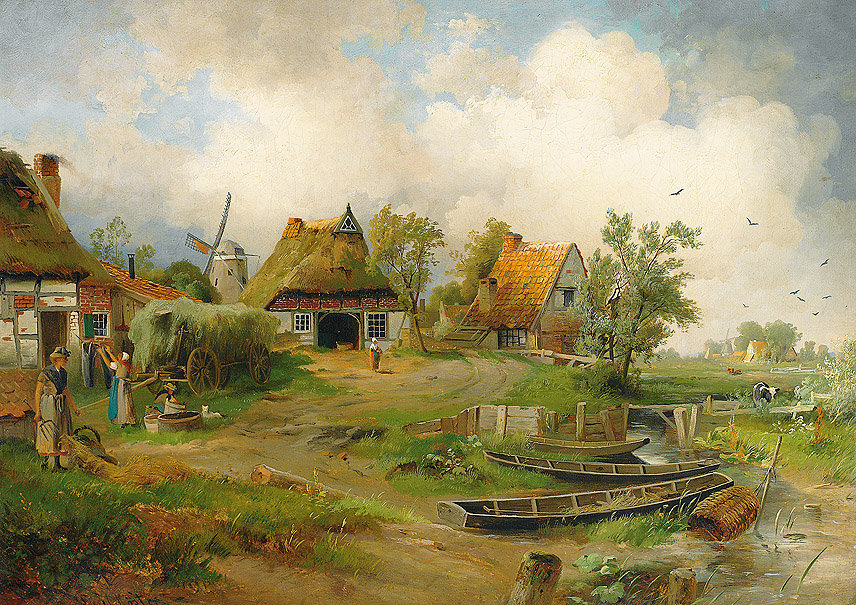
Niederrheinische Dorflandschaft

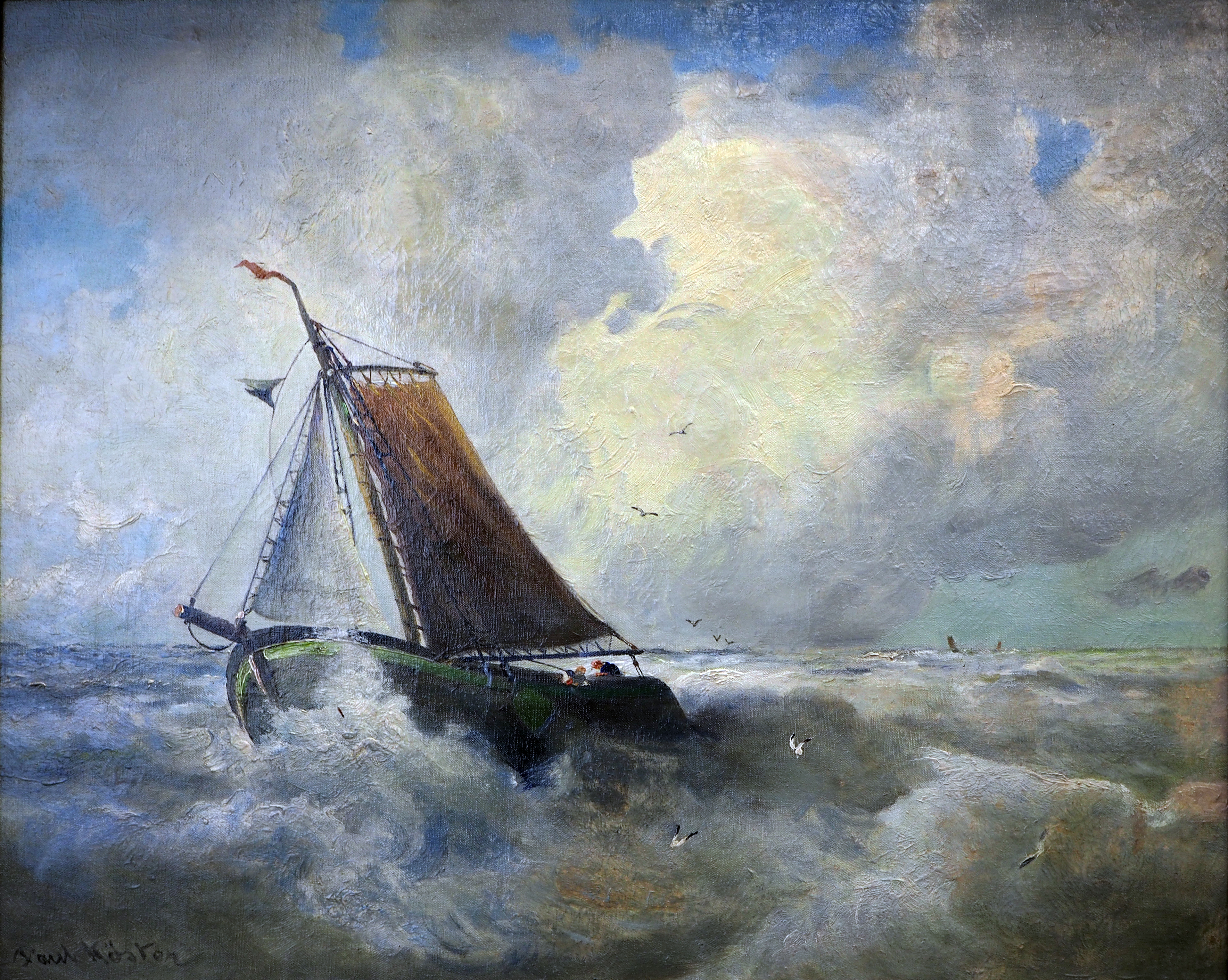
Kutter auf stürmischer See

Paul Alexander Köster, auch Koester (* 24. September 1855 in Bremen; † 1946 in Düsseldorf), war ein deutscher Landschafts- und Marinemaler.
Paul Köster war Sohn und Schüler des Landschaftsmalers Carl Georg Köster (1812–1893). Seit dem 28. Oktober 1876 studierte er Malerei in der Naturklasse der Königlichen Akademie der Künste in München. Das Studium setzte er in Düsseldorf bei Andreas Achenbach fort. Danach war er in Düsseldorf als freischaffender Künstler und Mitglied des Künstlervereins Malkasten tätig. Seit 1880 besuchte er mehrmals die Niederlande.